# Clymer, Pennsylvania
Clymer är en kommun av typen borough i Indiana County i Pennsylvania. Vid 2010 års folkräkning hade Clymer 1 357 invånare.